# 泉佐野市立中央小学校
泉佐野市立中央小学校（いずみさのしりつ ちゅうおうしょうがっこう）は、大阪府泉佐野市市場南にある公立小学校。

## 沿革
- 1981年4月1日 - 開校。

## 通学区域
- 市場東、市場西、市場南、葵町、松風台、俵屋、日根野、長滝、中庄[1]

※卒業後は泉佐野市立新池中学校に進学する。

## 交通
- JR日根野駅から徒歩19分(1.5km)
- 南海本線泉佐野駅から徒歩21分(1.7km)